# 斯特凡尼娅·斯坦扎尼
斯特凡尼娅·斯坦扎尼（義大利語：Stefania Stanzani，1968年3月24日—），意大利前女子篮球运动员。她曾代表意大利国家队参加1992年夏季奥林匹克运动会篮球比赛，结果获得第八名。